# ديمتريوس ملك قورينا
الملك ديمتريوس (باليونانية Δημήτριος ο Καλόςهو أحد ابن ديميتريوس الأول المقدوني (337 ق.م. - 283 ق.م.) (باليونانية القديمة:Δημήτριος Α` Πολιορκητής) وحفيد أنتيغونوس الأول مونوفثالمو) وملك مملكة قورينائية ولد في عام 285 قبل الميلاد وتوفي في عام 249 قبل الميلاد
الملك ديمتريوس والمعروف أيضًا في المصادر التاريخية القديمة الحديثة مثل ديمتريوس ملك قورينائية، كان ملكًا مقدوني حكما قورينا.

## العائلة
كان ديميتريوس من أصل مقدوني يوناني. ولقب ذا فير، لأنه كان رجلًا جذابًا. ولد ونشأ في مقدونيا. سمي ديميتريوس باسم والده وكان أصغر أبناء الملك ديمتريوس الأول المقدوني وزوجته بطليموس. ديميتريوس تزوجت بطليموس كزوجته الخامسة حوالي 287 قبل الميلاد / 286 قبل الميلاد في ميليتوس، في حين كان هذا الزواج الأول لبطليموس. كان ديمتريوس الطفل الوحيد المولود في الزواج، حيث توفي والده ديمتريوس الأول المقدوني بعد ذلك بوقت قصير، في عام 283 قبل الميلاد. من الزيجات السابقة لوالده، كان لدى ديمتريوس العديد من الاخوة غير الأشقاء أي من جهة الأب، الذين شملوا الملك أنتيجونوس الثاني غوناتاس، بالإضافة إلى ستراتونيس من سوريا، الأميرة وملكة الإمبراطورية السلوقية في وقت لاحق. كان أجداد ديمتريوس من جهة الام أول فرعون يوناني ومؤسس سلالة البطالمة بطليموس الأول. ومن بين خالاته الأمهات ملكة مصر أرسينوي الثانية، وكان من أعمامه الأمهات فرعون بطليموس الثاني والملك المقدوني بطليموس كيراونوس (كان كيراونوس شقيق بطليموس الكامل). كان فرعون بطليموس الثالث يورغيتس ابن عم للأم. وكان أجداده من الأب الملك المقدوني أنتيغونوس الأول مونوفثالموس،

## حكم برقة
كانت برنيكي الثانية ابنة ماجاس ملك قورينائية القيرواني وأصبحت زوجة ديميتريوس، وبالتالي أعطته عرش برقة.
ففي عام 249 قبل الميلاد. توفي الملك ماجاس ملك قورينائية القيرواني في عام 249 قبل الميلاد أو 250 قبل الميلاد. كانت أرملته العاهل أباما الثانية، كانت أميرة يونانية سورية من الإمبراطورية السلوقية وإحدى بنات الملك السلوقي أنطيوخس الأول. وكانت ابنة أخت ديمتريوس من خلال أخته غير الشقيقة الأب ستراتونيس سوريا وزوجها أنطيوخس الأول سوتير من الإمبراطورية السلوقية. استدعى ة أباما الثانية زوجة الملك ماجاس ديمتريوس من مقدونيا. عرضت ابنتها برنيكي  الثانية للزواج من ديمتريوس. لكي يصبح ديمتريوس بالمقابل ملك برقة ويحمي برقة من سلالة البطالمة. وافق ديمتريوس على طلب أباما وتزوج برينيكي الثانية ابنة ماجاس. عندما تزوج ديمتريوس وأصبح ملكًا، لم تكن هناك معارضة في صعوده إلى العرش، لكنه أصبح طموحًا لدرجة التهور.
وفي وقت ما بعد زواجه من برنيكي الثانية، أصبح ديمتريوس وأباما الثانية عشاق. وبسبب الغيرة من علاقة زوجها مع والدتها تشاجرا معا وبعد ذلك وضعة خطة لغتيال ديميتريوس، الذي مات في ذراعي أباما ام برنيكي الثانية. تشير قصيدة الشاعر كاليماخوس وكاليماخوس هذا شاعر من قورينا شحات في شرق ليبيا (فقدت، لكنها معروفة في ترجمة لاتينية أو إعادة صياغة)، على ما يبدو إلى انقلابها ضد ديمتريوس
: «دعني أذكرك بمدى قوتك حتى عندما كنت فتاة صغيرة: هل نسي الفعل الشجاع الذي اكتسبت به الزواج الملكي؟»

## الزواج الأول والأطفال
كان زواج ديميتريوس الأول من أولمبياس، وهي امرأة نبيلة يونانية من لاريسا، ابنة أحد النبلاء، ليسيبوس. ربما ماتت قبل 249 قبل الميلاد. كان أطفالهم أنتيجونوس الثالث دوسون، الملك المقدوني اللاحقآ، وإشيكريتس، النبيل الذي لا يُعرف عنه الكثير بصرف النظر عن أنه كان لديه ابن اسمه على شقيقه أنتيجونوس. قبل بضعة أشهر من وفاة ابن عمه الثاني الملك فيليب الخامس ملك مقدونيا، كشف ابن أشيكاتيس أنتيجونوس لفيليب أن ابن فيليب، الأمير بيرسيوس المقدوني، وجه اتهامات كاذبة ضد شقيقه، نجل فيليب الآخر، ديمتريوس، الذي كان فيليب بعد ذلك قد قتل. ولذلك الملك فيليب، ساخط على سلوك بيرسيوس وعين أنتيجونوس خليفة له. عندما توفي فيليب في 179 قبل الميلاد وأصبح أنتيجونوس ملكًا، أطاح بيرسيوس أنتيجونوس وأعدمه.

## النسب
ديمتريوس ذا فير ابن ديميتريوس الأول المقدوني حفيد أنتيغونوس الأول مونوفثالموس 
| ديمتريوس ملك قورينا توفي: 249 قبل الميلاد |                                      |                                                                                                   |
| منصب                                      |                                      |                                                                                                   |
| سبقه ماجاس                                | ملك مملكة قورينائية 250 ق.م– 249 ق.م | شاغرRepublic, under Ptolemaic rule from 246 BCحامل اللقب التاليبطليموس الثامن ملك مملكة قورينائية |